# Trobriandovy ostrovy
Trobriandovy ostrovy (Trobriand Island) je souostroví v Šalomounově moři, které patří k provincii Milne Bay státu Papua Nová Guinea. Má rozlohu 440 km² a je tvořeno osmadvaceti plochými korálovými ostrovy porostlými tropickým deštným lesem. Největší ostrov je Kiriwina (280 km²), dalšími obydlenými jsou Kaileuna, Kitava, Vakuta a Bomapau. Hlavním zdrojem obživy obyvatel je pěstování smldince, rozvíjí se také turistický ruch.
Ostrovy objevil v roce 1793 francouzský kapitán Joseph Bruny d’Entrecasteaux a nazval je podle člena své výpravy Denise de Trobriand. Souostroví proslavil polský etnograf Bronisław Malinowski, který zde pobýval v letech 1915 a 1918 a ve svých knihách popsal domorodé zvyky, jako je víra v ducha baloma, který způsobuje těhotenství, a s tím související velmi liberální přístup k předmanželskému sexu, matrilinearita nebo složitý systém vzájemné výměny darů kula.
Misionáři zavedli na ostrovy kriket, jehož upravená varianta nahradila tradiční války mezi domorodými vesnicemi. O tomto rituálu natočili Gary Kildea a Jerry Leach dokumentární film.